# 안동 진성이씨 종택
안동 주하동 경류정 종택(安東 周下洞 慶流亭 宗宅)은 경상북도 안동시 와룡면 주하리에 있는 건축물이다.

## 문화재 지정 경위
1987년 12월 29일 경상북도의 민속문화재 제72호 안동 주하동 경류정 종택로 지정되었고, 2017년 4월 27일 국가민속문화재 안동 진성이씨 온혜파 종택으로 지정 예고를 거쳐 2017년 6월 29일 대한민국의 국가민속문화재 제291호 안동 진성이씨 종택으로 지정되었다.

## 개요
진성 이씨의 큰 종가집으로 고려말의 문신 송안군 이자수가 지었다고 전하나 건립연대는 알 수 없다. 별당인 경류정은 조선 성종 23년(1492)에 이연이 지었다고 한다. ‘경류정’이라는 집 이름은 후손인 퇴계 이황이 지었다고 한다.
정침은 ㅁ자형이고 앞면 왼쪽에 사랑채가 있는데, 사랑채는 바닥을 땅에서 높이 띄우고 앞쪽에 툇마루를 내었다. 경류정은 둥근 기둥의 가운데 부분이 볼록한 배흘림이 남아 있어 주목된다.
조선 전기 이 지역 사대부가의 면모를 고루 갖추고 있는 종가 건물이다.

## 국가민속문화재 지정사유
「안동 진성이씨 종택」은 진성이씨(송안군)의 ‘대종가’로 고려말 문신 송안군 이자수(李子脩)가 14세기 종택의 현 위치인 두루마을 터를 잡아 노년을 보냈다고 전해지며, 7세 이훈(李壎,1467～1538)에 의해 대대적으로 이건 중수하게 되었다.
종택은 본채, 별당, 사당, 행랑채, 방앗간채, 내삼문으로 구성되며, 종택의 맨 앞쪽에 행랑채가 사랑 공간의 전방 조망에 장애가 되지 않게 우측으로 빗겨 배치되어 있고 그 뒤쪽에 양측 날개채를 둔 완전口자형 본채가 자리 잡고 있음. 본채의 좌측에는 별당(경류정)이, 우측에는 방앗간채가 있고, 본채 뒤편 좌측 높은 곳에 내삼문 및 사당이 위치하고 있다.
성리학적 생활 규범에 따라 사랑채와 안채의 공간 영역 구분, 사당의 독립적 영역 구분 등 명확환 공간 구분은 17세기 이후 나타나는 배치 유형의 특징을 나타내며, 별당 앞마당에 있는 수령 약 600년의 뚝향나무(천연기념물 제314호)는 종택의 역사를 잘 보여준다.
봉선록과 진성이씨세전유록 등의 문서에서 종택 건립과 관련된 여러 사실이 기술되어 있고, 특히 1929년 중수 과정을 기록한 “가옥중수택일기(家屋重修擇日記)”에 따르면 상량에 대한 전체 일정을 모든 가족들의 생년월일시를 참조하여 잡았다. 이 자료를 통하여 집을 건립하는 사람들의 태도를 엿볼 수 있다. 그 외에도 혼례. 상례, 제례문화를 볼 수 있는 많은 자료들이 전승되고 있다.
안동 진성이씨 종택은 한 가문의 역사적인 변천, 향촌사회의 변화상을 규명해 볼 수 있는 역사문화적인 자료가 전승되는 공간으로 국가민속문화재로 지정하여 보존할 가치가 있다.

## 같이 보기
- 안동 주하리 뚝향나무 - 천연기념물 제314호